# 青鳥山
青鳥山（あおとりやま）は愛知県西尾市（旧幡豆郡）吉良町にある標高80m程度の丘陵。

## 青鳥山自然環境保全地域
青鳥山の南側には中央構造線が走っており、中央構造線の北側に領家変成帯、南側に三波川変成帯が分布している。青鳥山周辺の地質は主として斑れい岩類からなっているが、領家変成岩類もみられ、両者の間に領家閃緑岩類が貫入する特異な地質構造がみられる。さらに斑れい岩体を貫くペグマタイトもみられ、その中には緑柱石、ゼノタイム、モナズ石、ジルコン、コルンブ石などの希元素鉱物、電気石、ザクロ石、白雲母などの結晶がみられる。なお、きらきらと輝く白雲母（別名キララ）は吉良の地名の由来になったといわれている。
1976年（昭和55年）10月15日に青鳥山自然環境保全地域に指定された（面積1.62ha）。
丘陵はヤマモモ、ヒサカキ、クス、アカメガシワなどの雑木林に覆われている。